# AIS-SART
AIS-S.A.R.T.

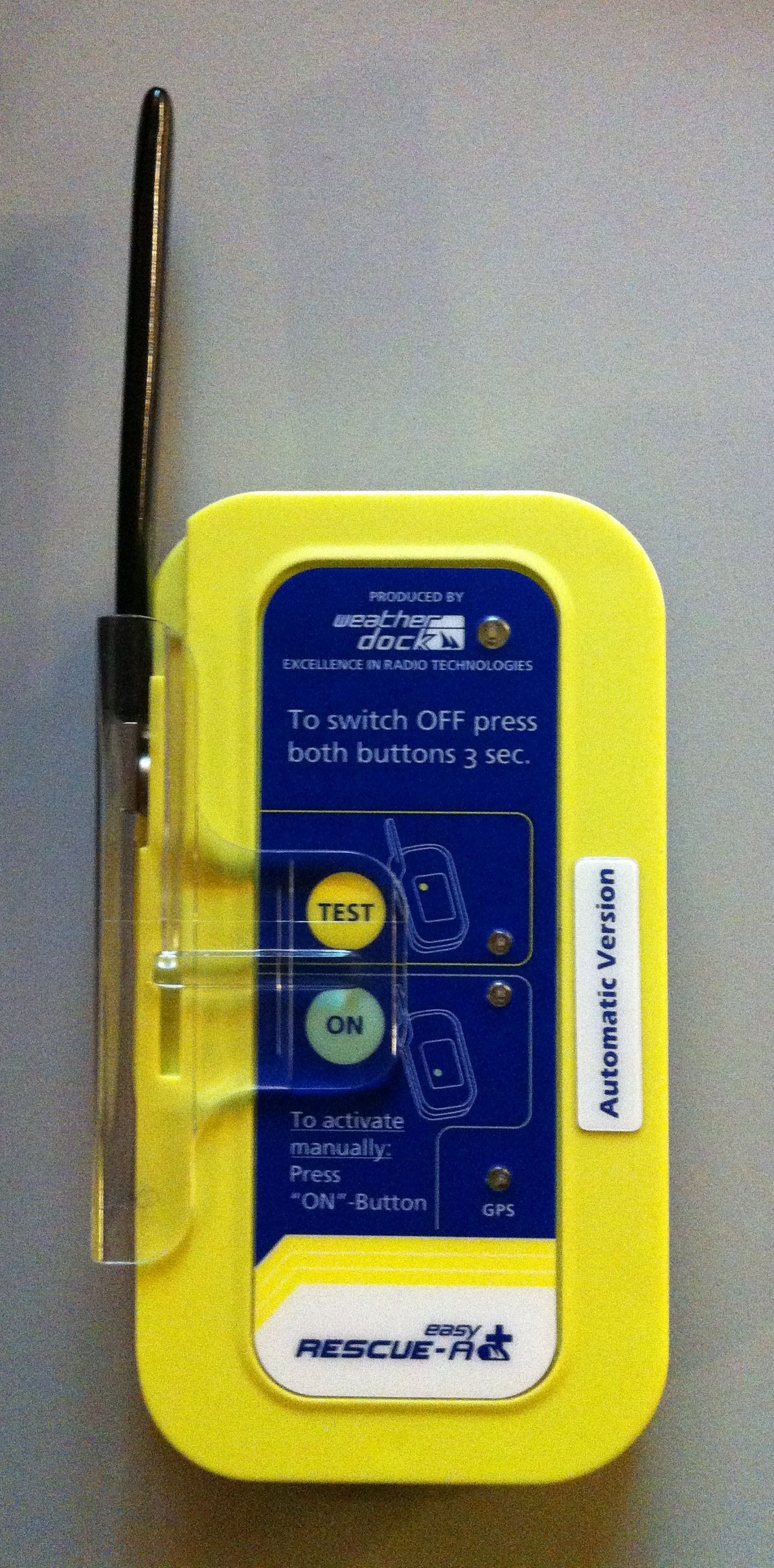
AIS S.A.R.T.

Las siglas AIS-SART que proceden del inglés describen dos conjuntos de palabras: AIS,  Automatic Identification System, que traducidas al español significan Sistema de Identificación Automática; y SART, "Search and Rescue Transmiter", Transmisor de Búsqueda y Rescate. Un AIS SART es un dispositivo que, con base en protocolos de AIS envía mensajes de emergencia relacionados con la posición de la víctima. La sincronización de tiempo y posición del AIS SART se realiza a través de un módulo GPS integrado.
La posición del bote o de una persona con el dispositivo AIS SART en su Chaleco salvavidas en situación de emergencia será transmitida al PC o al plotter a través de un receptor AIS o un transpondedor AIS como un protocolo serial redirigido y por lo tanto visible en el PC o en el plotter. De esta manera puede desatarse de inmediato una acción de rescate desde cualquier embarcación que tenga a bordo el sistema AIS, lo cual eleva enormemente los chances de supervivencia de personas en situación de emergencia
Todos los barcos comerciales a nivel mundial están equipados con dispositivos AIS, en Europa Central incluso las embarcaciones oficiales y las unidades SAR cuentan con el sistema. En los últimos años ha aumentado considerablemente el número de embarcaciones de esparcimiento que también han adoptado el AIS, de acuerdo a los expertos, se habla de aproximadamente 15% del total.
El módulo de recepción GPS integrado, le permite al AIS SART sincronizar posición y tiempo. La posición es enviada cada minuito en una serie de 8 mensajes idénticos (cuatro en los 161,975 MHz y cuatro en los 162,025 MHz). De esa forma se elevará la posibilidad de que, al menos, uno de los mensajes  sea enviado en el punto más alto de las olas marinas.